# Gary Barlow

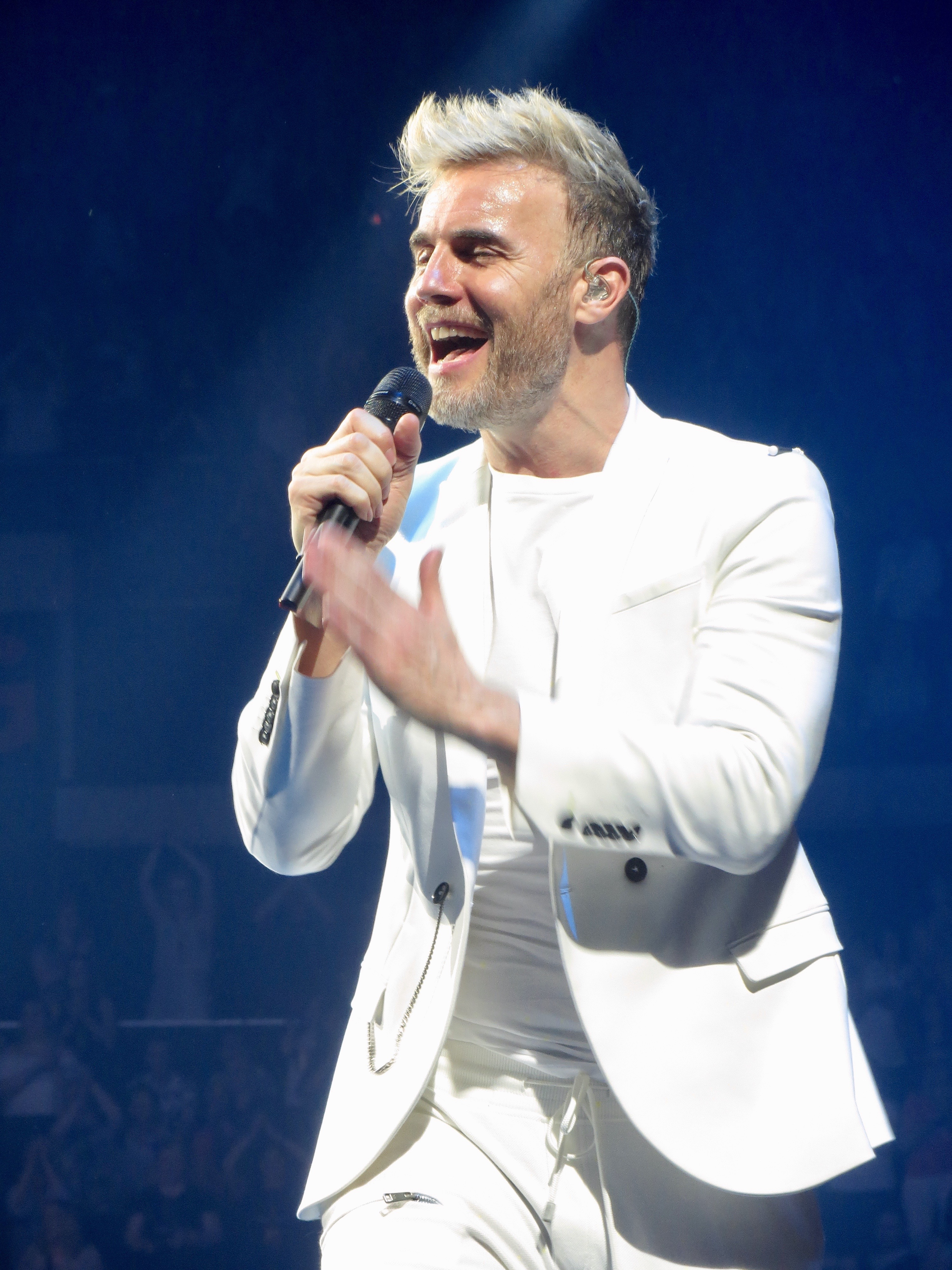
Gary Barlow (2017)

Gary Barlow, OBE (* 20. Januar 1971 in Frodsham, Cheshire) ist ein britischer Komponist, Singer-Songwriter, Pianist und Musikproduzent. Besondere Bekanntheit erlangte er als Leadsänger und Songwriter der Boygroup Take That. Acht seiner Alben haben die Spitze der Charts erobert, hinzu kommen 20 Top-5-Hits und 14 Nummer-1-Singles. Barlow gilt mit über 50 Millionen Tonträgern und mehr als 7,5 Millionen verkauften Konzertkarten weltweit als einer der erfolgreichsten Songwriter Großbritanniens. Er wurde bereits sechsfach mit dem unter Komponisten begehrten Ivor Novello Award ausgezeichnet. In der Liste der Autorenbeteiligungen von Gary Barlow findet sich eine Übersicht seiner Werke als Songwriter und Musicalkomponist. Barlow lernte seine Frau Dawn Andrews 1988 kennen, das Paar hat drei Kinder.

## Karrierebeginn: 1981–1990
Wie Barlow in seiner Autobiografie My Take beschreibt, genoss er nie eine schulische/universitäre musiktheoretische Ausbildung; als Kind ließ er sich einen kleinen Synthesizer schenken und lernte die technischen Grundlagen des Instrumentes durch Ausprobieren und das Nachspielen von Liedern der aktuellen Hitparade, insbesondere Songs der Band Depeche Mode, welche starken Gebrauch von Synthesizern machten und machen. Später nahm er Klavierunterricht bei Chris Greenleaves, einem Musiker aus der Nachbarschaft, der ihm außerdem das Notenlesen beibrachte. Barlows langjähriger Freund und Songwriter-Kollege Eliot Kennedy erzählte in der BBC-Dokumentation When Corden met Barlow (dt. Als Corden auf Barlow traf; 2014): „Jeder, der wirklich eine musikalische Karriere einschlagen möchte, opfert die BMX-Jahre seiner Kindheit, wie ich sie nenne: All die Zeiten, wenn deine Freunde draußen mit ihren Rädern unterwegs sind. Diese Jahre existieren für einen Musiker nicht, denn du bist in deinem Zimmer und lernst dein Instrument. Und Gary entsprach dieser Beschreibung auf den Punkt.“
Innerhalb eines Jahres hatte er seine Fertigkeiten weit genug ausgebaut, um einen Minijob als Unterhalter und Begleitmusiker in einer lokalen Bar anzunehmen. Nach und nach nahm er weitere Jobangebote in den umliegenden Dörfern an und war schließlich an fast jedem Abend in Nordwestengland und Nordostwales beschäftigt. Da seine Familie von seinem bald stattlichen Einkommen nicht abhängig war, konnte er es in weiteres, besseres Live-Equipment sowie ein Heimstudio investieren, welches schließlich sein gesamtes Zimmer einnahm und ihn zum Schlafen auf die Wohnzimmercouch verdrängte. In den Clubs musste er die gewünschten Lieder spontan vom Blatt spielen, wodurch er schon früh einen Einblick in die Struktur und Gestaltung der größten Hits diverser Genres des 20. Jahrhunderts erhielt. Mit diesem Wissen begann er mit 14 Jahren, eigene Lieder zu schreiben. Im Alter von 15 Jahren komponierte er so 1986 unter anderem den späteren Take-That-Hit „A Million Love Songs“ sowie das Weihnachtslied „Let’s Pray for Christmas“, womit er den zweiten Platz beim Jungkomponistenwettbewerb A Song for Christmas der BBC-Familiensendung Pebble Mill gewann. Mit seinem Einzug ins Finale der Sendung ermöglichte die BBC Barlow seine erste professionelle Studioaufnahme in den Londoner West Heath Studios unter der Leitung des Produzenten Bob Howes. Howes wurde über die Sendung hinaus zu Barlows erstem Ansprechpartner in der Musikindustrie und wichtigem Mentor während seiner frühen Karriereschritte.
In den Clubs weitete sich Barlows Tätigkeitsfeld schon bald vom Begleitpianisten bzw. -keyboarder zum alleinigen Abendprogramm aus. Mehrere Stunden pro Abend hatte er die Besucher zu unterhalten. Einen weiteren Lerneffekt entnahm Barlow so der Tatsache, dass es für einen jungen Unterhaltungskünstler kaum ein härteres Publikum gebe als nordenglische, erschöpfte, angetrunkene Arbeiter. Gordon Smart von der Scottish Sun kommentierte: „Er musste schnell erwachsen werden, weil er in den Arbeiterclubs arbeitete. So musste er als Fünfzehnjähriger mit grölenden Männern zurecht kommen, die an einem Samstagabend bereits zwei Liter Bier intus hatten und ihn unentwegt anpöbelten. Wissen Sie, was für eine großartige Ausbildung so etwas für jeden Darsteller ist?“ Über mehrere Jahre hinweg spielte Barlow im Halton Legion gemeinsam mit Schlagzeuger John Tedford, mit welchem er auch 1987 unter dem Namen Stax den auf 500 Pfund dotierten ersten Platz des Club Act of the Year Wettbewerbes der Weekly News gewann. Zeitgleich nahm Barlow mit seinem Song „Now We’re Gone“ am landesweiten Wettbewerb Schools Make Music teil, welcher ihm seine ersten Zeitungsinterviews, den ersten Preis und damit – da der alljährliche Wettbewerb von EMI gesponsert wurde – seine erste Aufnahme in den berühmten Londoner Abbey Road Studios einbrachte. Nach seinem Schulabschluss im gleichen Jahr baute er seine abendlichen Gigs weiter aus und wurde immer professioneller und besser ausgestattet. Je nach Standort verdiente er so zwischen 50 und 100 Pfund pro Abend und damit bereits besser als seine Eltern, einer Labortechnikerin und dem Projektingenieur eines Düngemittelunternehmens. Mit 17 Jahren machte er den Führerschein und dehnte auch geografisch seinen Arbeitsbereich weiter aus.
Im 50 Kilometer entfernten Manchester bewarb er sich schließlich bei diversen Labels und machte sich auf die Suche nach einem Manager. Sein erster Anlauf endete 1989 mit dem Musikvideo „Love Is in the Air“ unter dem Künstlernamen Kurtis Rush. Das Lied wurde weder von Barlow geschrieben noch von ihm gesungen. Es sollte ihm zu einem Karrierestart verhelfen, der Versuch scheiterte. Bei den Dreharbeiten lernte der 17-jährige Barlow allerdings die ein Jahr ältere Tänzerin Dawn Andrews kennen, die elf Jahre später seine Frau und Mutter seiner Kinder werden sollte. Auf Bob Howes Anraten hin löste sich Barlow aus dem voreilig und ohne Absprache mit Eltern und Mentor geschlossenen Management-Vertrag. Im erneuten Anlauf lernte er Manager Nigel Martin Smith kennen, welcher ihn unter Vertrag nahm und für seine Idee einer Boyband als Antwort auf den US-Hit New Kids on the Block umwarb. In der Hoffnung, seine Karriere mit Smiths Hilfe endgültig ins Rollen zu bringen, schlug Barlow ein zeitgleich eingegangenes Angebot aus, ein Jahr lang als Pianist und Entertainer auf einem Kreuzfahrtschiff mitzureisen. Stattdessen stimmte er der geplanten Boyband zu und wurde mit fünf weiteren Kandidaten zu einem gesonderten Casting in einen örtlichen Club geladen.

## Take That

### Take One: 1989–1996
1989 lernte Barlow Nigel Martin Smith kennen und hinterließ ihm wie vielen anderen Managern und Labels in Manchester ein Demo-Tape (eine Kassette mit einer Auswahl seiner Eigenkompositionen, darunter „A Million Love Songs“, aufgenommen in seinem Schlafzimmer-Studio). Martin-Smith nahm ihn unter Vertrag. 1990 wurde Barlow dann Gründungsmitglied der von Nigel Martin-Smith von langer Hand geplanten und nun um den jungen Singer-Songwriter formierten Boygroup Take That. Der 19-jährige eroberte zusammen mit Howard Donald (21), Jason Orange (19), Mark Owen (18) und Robbie Williams (15) die Charts und Bühnen weltweit, insbesondere in Europa, Südamerika und Ostasien. Sie lösten sich schnell von dem Vergleich mit ihrem US-amerikanischen Vorbild, denn anders als New Kids präsentierten sie hauptsächlich eigene Songs anstelle von Interpretationen älterer Hits.
In diesen ersten Jahren der Gruppe schrieb und produzierte Barlow die meisten Take-That-Songs im Alleingang: für 31 der 44 veröffentlichten Lieder trug er die völlige musikalische Verantwortung, bei weiteren neun Titeln war er Teil des Komponistenteams. Zudem ist er auf den früheren Alben in den meisten Liedern als Hauptsänger zu hören. Unter seinen Hit-Kompositionen aus dieser Zeit sind Pray, Babe, Never Forget und Sure. Auf dem vorerst letzten Album Nobody Else befand sich schließlich die kommerziell bis heute erfolgreichste Single der Gruppe Back for Good, welche die Spitze von 47 verschiedenen Charts (auch in Deutschland) und die Top Ten in 25 weiteren erreichte, u. a. in Österreich, der Schweiz und verschiedenen US-amerikanischen Charts (Billboard). Bis Oktober 2015 gab es zu diesem Lied weltweit bereits mehr als 190 eingetragene Cover-Versionen anderer Interpreten.
Während der Proben zur Nobody-Else-Tournee traf Barlow nach sechs Jahren erneut auf Dawn Andrews, welche vom Label als eine der Tänzerinnen engagiert worden war. Im Zuge dieses Wiedersehens wurden die beiden ein Paar. Noch vor Beginn der Tournee verließ der von Drogen-Exzessen mitgenommene Robbie Williams 1995 die Boygroup, die verbleibenden vier kamen ihren Verpflichtungen nach und machten die Welttournee, danach trennte sich im Frühjahr 1996 auch der Rest der Band und Barlow nahm seine lang ersehnte Solokarriere in Angriff.

### Take Two: 2005 bis heute
Im Jahr 2005 fanden sich Barlow, Donald, Orange und Owen für eine Fernsehdokumentation der BBC erstmals wieder zusammen, Williams erschien nicht und meldete sich bei seinen früheren Kollegen mit einer Videobotschaft, in der er an jeden Anwesenden einige Worte richtete. Die Ausstrahlung der Dokumentation wurde zum Überraschungserfolg; infolge dessen erhielten die vier verbleibenden Mitglieder Angebote für eine landesweite Best-Of-Tournee. Die Ultimate Tour war innerhalb kürzester Zeit ausverkauft und legte den Grundstein zu einem überaus erfolgreichen Comeback von Take That ohne Williams: Es folgten die Nummer-Eins-Studioalben Beautiful World und The Circus mit zugehörigen Tourneen (2009 brach die Band Michael Jacksons Bad World Tour 1987 Eintrag im Guinness-Buch der Rekorde für die am schnellsten ausverkaufte Tournee) sowie das Live-Album Greatest Day – The Circus Live mit Aufnahmen aus dem Londoner Wembley-Stadion und den Abbey Road Studios, bevor 2010 Robbie Williams für Progress und die EP Progressed wieder hinzustieß.
Die Rückkehr von Williams wurde eingeläutet von der Single Shame, einem Duett zwischen Barlow und Williams, in dem die beiden mit einem Augenzwinkern auf ihren erbitterten Konkurrenzkampf nach der Trennung der Band zurückblicken und ihre späte Aussöhnung feiern. Das Lied entstand 2009 während der gemeinsamen Produktion des Take-That-Albums Progress in Los Angeles. Ein zugehöriges Musikvideo erschien im Stil des Filmdramas Brokeback Mountain und impliziert eine komplizierte romantische Beziehung. Das Lied erschien ein weiteres Mal als Teil von Williams Greatest-Hits-Kompilation In and Out of Consciousness. Mit der Premiere in Radio und Medien erzielte Shame einen beispiellosen Erfolg: Die Single wurde noch am Veröffentlichungstag 694 Mal im Radio und weitere 153 Mal im Fernsehen gespielt, das entspricht einer Gesamtspielzeit von gut 56 Stunden an nur einem Tag. Die Single erreichte Platz zwei der britischen Charts und erhielt Silber von der BPI sowie Gold von ihrem italienischen Pendant FIMI. In weiteren 19 Ländern weltweit war sie in den Charts vertreten.
Seit ihrem Comeback komponieren und produzieren die Mitglieder von Take That ihre Musik gemeinsam. In den Credits der Lieder wird nun ausschließlich der Bandname geführt und nicht mehr weiter differenziert. Außerdem spielen alle Mitglieder nun im Studio und auch auf der Bühne von Zeit zu Zeit Instrumente (Akustik- und E-Gitarre, E-Bass, Piano/Keyboards, Schlagzeug), weshalb sie seither als Band im eigentlichen Sinne bezeichnet werden können. In den 1990er Jahren war Barlow bis auf wenige Ausnahmen das einzige Mitglied, das live ein Instrument (Keyboards u. ä.) spielte.
2014 kam die Band nach einer knapp dreijährigen Pause wieder zur Produktion eines neuen Albums zusammen, Williams war allerdings erneut abwesend, da er zeitgleich sein zweites Kind erwartete und noch mit der Produktion eines Soloalbums ausgelastet war. Im Herbst 2014 gab Orange seinen Ausstieg aus der Band bekannt, er wolle sich vollständig aus dem Rampenlicht zurückziehen. Trotz dieser Umbrüche beendeten die drei verbleibenden Mitglieder die Studioarbeit und gingen 2015 mit ihrem neuen Album III auf eine Europa-Tournee von 51 Etappen. 2017 folgte das zweite Studioalbum als Trio mit dem Titel Wonderland, unmittelbar gefolgt von einer Tournee durch Großbritannien und Ozeanien. Für das Silber-Jubiläumsjahr des Debüt-Albums Take That & Party wurde außerdem ein weiteres Greatest-Hits-Album angekündigt. Eine Rückkehr von Williams hierfür hielt Barlow 2015 für nicht ausgeschlossen, Orange betreffend allerdings für höchst unwahrscheinlich. Tatsächlich kehrten weder Williams noch Orange für Wonderland zurück.

## Solo-Karriere: 1996 bis heute
Nach der Auflösung von Take That startete Barlow 1996 seine Solokarriere. Er erreichte mit den Singles Forever Love und Love Won’t Wait die Nummer-1-Position in den UK-Charts. Sein erstes Album Open Road konnte 1997 ebenfalls die Spitze der britischen Charts erreichen und schaffte es in Deutschland und der Schweiz in die Top Ten. 1998 arbeitete Barlow mit Rosie Gaines zusammen und nahm mit ihr den Song Hang On in There Baby auf. Das zweite Soloalbum Twelve Months, Eleven Days und die daraus veröffentlichten Singles Stronger und For All That You Want blieben jedoch kommerziell hinter den Erwartungen zurück. Der Plan seiner Plattenfirma, das Publikum durch einen längeren USA-Aufenthalt zu erweitern, scheiterte – stattdessen litt sein vorher stabiler Erfolg in Europa unter seiner Abwesenheit. Es wurden keine weiteren Singles und Alben produziert und 2000 verlor er seinen Plattenvertrag.
Im Jahr 2010 unterzeichnete er einen Fünf-Jahres-Vertrag mit Sony Music, den er 2015 verlängerte.
Im Mai 2012 veröffentlichte er gemeinsam mit der von ihm gegründeten Commonwealth Band und Andrew Lloyd Webber das Album Sing, das Platz 1 der britischen Charts erreichte. Das Album baut auf der gleichnamigen Single auf, die als offizielle Jubiläumshymne für das diamantene Thronjubiläum der Queen geschrieben wurde.
Am 25. November 2013 erschien das Soloalbum Since I Saw You Last, mit dem er im Frühjahr 2014 auf Tournee durch Großbritannien ging. Die 14 geplanten Konzerte waren keine zehn Minuten nach Verkaufsbeginn ausgebucht, vier zusätzliche Termine wurden hinzugefügt. Insgesamt 230 000 Tickets waren innerhalb kürzester Zeit ausverkauft.
Seither konzentriert er sich beruflich neben Take That vor allem auf seine Tätigkeit als Musicalkomponist und Produzent.
Nachdem seine Karriere zur Jahrtausendwende ein jähes Ende fand und er sich durch verschiedene Medien zunehmend der Lächerlichkeit preisgegeben gesehen hatte, suchte er Wege zurück in die Anonymität – er versuchte vergeblich, seinen Namen auf Kreditkarte und anderen Dokumenten ändern zu lassen, arbeitete eine Zeit lang unter verschiedenen Pseudonymen und nahm innerhalb kurzer Zeit so stark an Gewicht zu, dass Elton John später berichtete, ein gemeinsamer Freund sei in New York erst unmittelbar an ihm vorbeigelaufen, ohne Barlow zu erkennen. Zwischenzeitlich wog er knapp 110 Kilogramm (17 st 2 lb). Nachdem sich die Hetze in Presse und Radio gelegt hatte, reduzierte Barlow sein Gewicht durch Ernährungsumstellung und Training schrittweise wieder um mehr als 30 kg, hauptsächlich für seine Frau und Kinder. In den sozialen Medien wie Twitter teilt er ab 2018 unter der Überschrift „Barlow’s Bootcamps“ Videoanleitungen, Tipps und Vorschläge für einen gesunden Lebensstil, die er im Laufe der Jahre gesammelt hat. Auf die Frage, weshalb er nicht den kommerziellen Weg einer Fitness-DVD gehe, sagte er:

„My business is music. I wanted to tour, I want to make records – I love that. And I get paid for that very nicely. I don’t need to make money off telling people how I’ve lost weight. I can do that through Instagram, because people shouldn’t be charged for that. People should be able to click on there and learn the odd tip. My tips come from various people. I’ve picked them up over the years and I use them to help me. […] But it’s not a diet – it definitely isn’t. […] When you look at someone filling a trolley full of ready-made meals, I’d say get rid of that and try and cook for yourself. […] I’m a busy, busy guy with lots of responsibility but I cook every day for me and my wife. If I can’t cook on a Monday I cook more on a Sunday so I’ve got food for Monday. It’s about taking control. Rather than blaming, ‘Why am I fat? What are you doing to me Marks & Spencer – I eat your food all day’, you be in control of it.“

Am 13. April 2018 veröffentlicht Barlow die 21st Anniversary Re-issue seines Debütalbums Open Road. Die CD-Version enthält zwei CDs mit dem ursprünglichen Album und zahlreichen Bonussongs (darunter zuvor unveröffentlichte Demo- und Liveaufnahmen der Nummer-eins-Hits Love Won’t Wait und Forever Love). Außerdem erscheint das Album erstmals im Vinyl-Format. Eine signierte Limited-Edition war innerhalb kürzester Zeit ausverkauft.
Im Frühjahr und Sommer 2018 begibt sich Barlow auf eine landesweite Konzerttournee. Diese umfasste ursprünglich 34 Konzerte zwischen dem 16. April und dem 9. Juni. Der Ticketverkauf begann um 10:00 Uhr am 20. Oktober 2017, Käufer seines neuen Buches A Better Me bis zum 15. Oktober um 11:59 Uhr erhielten vorrangigen Zugang zu den Tickets bereits 49 Stunden vor dem offiziellen Verkaufsbeginn. Nachdem die geplanten Konzerte sofort ausverkauft waren, kamen 16 weitere Termine schrittweise hinzu, zuletzt zwei Auftritte im Rahmen des alljährlichen Hampton Court Palace Festivals. Die Tour verlängerte sich dadurch bis zum 23. Juni, das letzte Konzert wird im Sherwood Forest abgehalten.
Um Ticketbetrug (ticket touting) vorzubeugen, arbeitet Barlow mit der Weiterverkaufsplattform Twickets zusammen. Dort können Tickets nicht zu überhöhten Preisen weitergegeben werden. Auf inoffiziellem Wege erworbene Tickets sind nicht zulässig und können zur Abweisung am Stadion-/ Theater-/ Geländeeingang führen.

## Weitere Projekte

### Musicalkomposition
Von 2012 bis 2014 arbeitete Barlow im Auftrag von Harvey Weinstein mit seinem langjährigen Freund und Grammy-Preisträger Eliot Kennedy an Harvey Weinsteins Musicalproduktion Finding Neverland, welches durch den gleichnamigen Film inspiriert wurde und die Geschichte des Peter-Pan-Schöpfers James Matthew Barrie erzählt. Das Musical eröffnete 2014 in Cambridge MA und zog im Frühjahr 2015 an den Broadway in New York City, mit Matthew Morrison in der Hauptrolle. Nach der überaus erfolgreichen Eröffnung am Broadway wurde unter Mitarbeit verschiedener bekannter Sänger das Konzeptalbum Finding Neverland: The Album aufgenommen, Barlow singt darauf den Titel „Something About This Night“. Nach 600 Aufführungen fiel im August 2016 der letzte Vorhang am Broadway, woraufhin im Oktober eine zehnmonatige Tournee durch die Vereinigten Staaten begann. Nachfolgend ist noch für 2017 ein Weiterzug ins Londoner West End mit Tenor Alfie Boe in der Hauptrolle angekündigt.
Etwa zeitgleich mit Finding Neverland begann Barlow auch die Arbeiten zu seinem zweiten Musical The Girls. Dieses basiert auf der wahren Geschichte der Calendar Girls, einer Gruppe von Hausfrauen, die nach dem Leukämie-Tod eines ihrer Ehemänner zur Jahrtausendwende einen Kalender mit originellen Naktfotos herausbrachten, um mit dem Erlös ein bequemeres Sofa für den Besucherraum des lokalen Krankenhauses zu kaufen. Der erste Kalender war ein Überraschungserfolg und verkaufte sich 1999 fast 90 000 Mal, im darauffolgenden Jahr wurden es mit der nächsten Auflage über 200 000 verkaufte Exemplare. Vom Erlös des 2000er-Kalenders wurde der Bau neuer Labore für das Lymphom- und Leukämie-Forschungszentrum der Universität Leeds finanziert. Weitere Kalender erschienen für 2004, 2005, 2007, 2008 und 2010. Bis heute konnten die Frauen allein durch den Kalenderverkauf über 3 Mio. Pfund Sterling (etwa 4,3 Mio. Euro) für die Forschungsstiftung Leukaemia & Lymphoma Research einnehmen, ihr Sortiment geht heute aber über Kalender hinaus. Das Musical entstand in Zusammenarbeit mit dem bekannten Dramaturgen und Jugendfreund Barlows Tim Firth. Firth war zuvor bereits Drehbuchautor des Films Calender Girls und Schöpfer des gleichnamigen Theaterstücks. Die Musicalfassung wurde am 14. November 2015 in Leeds uraufgeführt und transferierte im Januar 2016 nach Manchester. Bereits während der Aufführungszeit in Nordengland erhielt das Musical die besten Kritiken; nach dem Weiterzug in die Theatermetropole des Londoner West End gipfelte das Lob in drei Nominierungen für die Laurence Olivier Awards 2017 (Bestes neues Musical, Beste Darstellerin, Bester Nebendarsteller).
Noch vor der Eröffnung von Finding Neverland am Broadway gab Barlow Fortschritte in einem weiteren Werk bekannt: Einer Musical-Adaption des Jules-Verne-Klassikers Reise um die Erde in 80 Tagen. Dieses Musical entsteht erneut in Zusammenarbeit mit Eliot Kennedy und Harvey Weinstein. Zudem erhält Barlow Unterstützung von seiner X-Factor-Kollegin Nicole Scherzinger (u. a. Grizabella in Cats, West End).
Mit einem medienwirksamen Überraschungsauftritt in einem Einkaufszentrum in Bristol warb Barlow im Frühjahr 2016 für seine BBC-Castingshow Let It Shine, ausgestrahlt auf BBC One ab dem 7. Januar 2017. Nach dem Vorbild früherer West-End-Casting-Shows unter der Leitung von Andrew Lloyd Webber wurde vor Live- und Fernsehpublikum die Suche nach Darstellern für das Take-That-Jukebox-Musical The Band gezeigt, welches im September 2017 im Manchester Opera House uraufgeführt wurde und anschließend von Oktober 2017 bis Juli 2018 eine Großbritannien-Tournee von insgesamt 20 Etappen durchläuft. Kandidaten konnten sich online über BBC: Take Part bewerben. Juroren für Let It Shine waren neben Barlow auch Martin Kemp und Dannii Minogue, Gastrichter für einzelne Abschnitte des Casting-Prozesses waren u. a. Amber Riley und Lulu. Wie schon bei früheren West-End-Casting-Shows war Graham Norton als Moderator dabei, unterstützt wurde er von Mel Giedroyc. Während der Liveshows trat erstmals seit 2012 Robbie Williams wieder als Teil von Take That auf. Als Gewinner ging die im Verlauf der Show gegründete Boygroup Five to Five hervor. Den fünf Musicalschauspielern soll wie schon bei den bisherigen Castingshows durch die Übernahme der Hauptrollen über das Tourneejahr hinaus die Tür zur West-End-Karriere geöffnet werden. Take That waren zur Premiere anwesend und traten gemeinsam mit den Darstellern des Stückes auf.

### Produktion und Songwriting
In einer repräsentativen Umfrage des britischen Statistikunternehmens Onepoll wurde Barlow im Jahr 2009 zum besten britischen Songwriter aller Zeiten gewählt, gefolgt von den Beatles John Lennon und Sir Paul McCartney auf dem zweiten und dritten Platz, dann Chris Martin, George Michael und den Bee Gees. Robbie Williams rangiert auf Platz acht.
Barlow schreibt und produziert Songs für diverse Künstler wie beispielsweise Shirley Bassey, Matt Cardle, Blue, Delta Goodrem, Atomic Kitten, Charlotte Church und Monrose.

#### Future Records
Als Anerkennung seiner Leistungen bei der federführenden Planung des überragenden Take-That-Comebacks und den beispiellosen Erfolg der Gruppe erhielt Barlow von Universal Music 2009 sein eigenes Plattenlabel innerhalb der Universal Music Group, Future Records. Barlow kommentierte, sein eigenes Label zu gründen gebe ihm die Möglichkeit, einen Einblick und Erfahrungen mit der Musikindustrie aus erster Hand zu bieten und dadurch neuen und hochinteressanten jungen Talenten dabei zu helfen, die Zukunft dieser Industrie zu gestalten. The Sun schrieb unter dem Titel »Gary Barlow ist der neue Simon Cowell«: „Es ist ein Geniestreich. Angesichts Garys unglaublicher Schreibfertigkeiten und seinen fantastischen Kontakten befinden sich die Künstler wirklich in den besten Händen.“
Als erste Künstlerin verpflichtete er die Sopranistin Camilla Kerslake. Unter Barlows Anleitung schaffte sie es bereits mit ihrem Debüt-Album gleich in der ersten Woche auf Platz vier der Genre-Charts. Sie bezeichnete die Arbeit mit Barlow durch Future Records seither als „lebensverändernd“. Neben klassischen unterhielt das in London ansässige Label auch Pop-, Rap- und Rockmusiker. Barlows zweiter Schützling wurde Aggro Santos, zwei Monate später landete seine Debüt-Single Candy auf Platz fünf der britischen Charts. Auch die zweite Single des Sängers schaffte es in die Top 20 und erreichte den siebten Platz der R&B-Charts. Als nächste Künstlerin nahm Barlow Emma’s Imagination unter seine Fittiche, die Gewinnerin der Castingshow Must Be the Music. Auch sie schaffte es unter Barlows Mitwirkung gleich mit den ersten Singles in die Oberklasse der Charts: Focus erreichte Platz sieben, This Day Platz zehn der Single-Charts. Weitere Verträge gingen an Delta Maid und The Struts. Barlows erfolgreichste Neuentdeckung in diesem Zeitraum war A*M*E, die gleich mit ihrer ersten Single die Spitze der Charts eroberten. Den letzten Plattenvertrag schloss der Londoner Lonsdale Boys Club, ihr Album erschien Anfang 2012. Camilla Kerslake und Aggro Santos erhielten je eine silberne Schallplatte. 2010 ging das Label an Sony Music über, 2012 wurde es in Future Music umbenannt. Barlow nutzte sein Label in diesem Jahr auch für einen Teil der Studioaufnahmen und der Abmischung des Diamond-Jubilee-Albums Sing.
Ende Dezember 2012 kündigte Barlow an, das Label zu schließen, um mehr Zeit mit seiner Familie zu verbringen – im August hatten er und seine Frau Dawn ihr viertes Kind wenige Tage vor dem geplanten Geburtstermin verloren. Er unterbrach auch seine Gary Barlow: In Concert-Tournee und nahm vorerst keine weiteren Aufträge des Thronjubiläums-Umfanges mehr an. Eine Saison später trennte er sich auch von seiner Tätigkeit als Juror der britischen Castingshow X Factor. Beruflich nutzte er die Zeit, um sich seinem dritten Soloalbum Since I Saw You Last zu widmen. Die unter Vertrag genommenen Künstler wurden auf andere Tochterlabels der Universal Music Group verteilt und konnten ihre Verpflichtungen dort unverändert wieder aufnehmen.

### The X-Factor
Von 2011 bis 2013 war Barlow Hauptjuror in der britischen Castingshow The X Factor. Im Jahr 2011 war er Mentor der Kategorie "Boys" und erreichte mit seinem Kandidaten Marcus Collins den 2. Platz. Gastjuror von Barlow im "Judgeshouse" in Los Angeles war Robbie Williams.
2012 bekam er die Kategorie "Over 28's" und erreichte mit seinem Kandidaten Christopher Maloney den 3. Platz. Ursprünglich wollte Barlow das "Judgeshouse" in Mallorca drehen, aufgrund des Verlustes seiner Tochter kurz vorher entschied man sich aber dazu in England zu bleiben. Gastjuror war Cheryl Cole.
2013 erhielt Barlow die Kategorie "Groups" und erreichte mit "Rough Copy" den 4. Platz. Gastjuror in New York war Olly Murs.

### Diamond Jubilee
Im Jahr 2010 wurde Gary Barlow damit betraut, die musikalische Veranstaltung zum Höhepunkt der Feierlichkeiten des 60-jährigen Thronjubiläums von Königin Elisabeth II. zu organisieren. Am 4. Juni 2012 fand schließlich das Diamond Jubilee Concert unter freiem Himmel vor dem Buckingham Palace statt, rund 50 angesehene Musiker konnte er dafür gewinnen. Das dort uraufgeführte offizielle Lied zum Jubiläum mit dem Titel Sing wurde von Barlow und Andrew Lloyd Webber (u. a. Phantom der Oper; Starlight Express; Evita; Cats) komponiert und zusammen mit Musikern aus dem Commonwealth of Nations eingespielt und aufgeführt. Außerdem erhielten auf Vorschlag Webbers sämtliche Schulen des Landes im Vorfeld der Festlichkeiten die Noten des Liedes als Chorsatz, um daraus eine allseits bekannte Hymne, die „Erinnerung der Nation an dieses Ereignis“ (Barlow im Kommentar zu seinem Tourneemitschnitt Since You Saw Him Last, 2014) zu machen. Auf der Suche nach einzigartigen Musikern und Instrumenten für die Produktion war Barlow im Auftrag der königlichen Familie quer durch den Commonwealth gereist. Diese Reise wurde unter dem Titel Gary Barlow on Her Majesty’s Service dokumentiert, im britischen Fernsehen ausgestrahlt und später auf DVD und Blu-Ray veröffentlicht. Außerdem erschien neben der Single Sing auch ein gleichnamiges Album mit weiteren bekannten Stücken wie Here Comes the Sun, Amazing Grace und der Nationalhymne von Großbritannien und den Commonwealth Realm (Bsp. Kanada, Neuseeland, Jamaika), God Save the Queen.

### Engagement für P&O
Gary Barlow ist neuer Markenbotschafter der Reederei P&O. Als musikalischer Leiter einer Band wird er zukünftig an Bord des Kreuzfahrtschiffs Iona im „The 710 Club“ vor Gastpublikum auftreten.

### The Crooner Sessions
Während der COVID-19-Pandemie 2020 gewann Barlow global an Aufmerksamkeit durch seine "The Crooner Sessions", in denen er gemeinsam mit befreundeten Stars und sogar Fans online Songs sang. Anfangs aus der Idee, seine Fans während des Lockdowns bei Laune zu halten, entstanden, wurden diese Videos bald auf der ganzen Welt millionenfach gestreamt. Jeden Tag um 17:00 GMT postete er eine neue Session mit einem neuen Überraschungsgast. Am 5. Jänner 2021 verkündete Barlow eine Rückkehr dieser Sessions während des erneuten UK-Lockdowns, diesmal jeden Montag, Mittwoch und Freitag zur selben Zeit wie im ersten Lockdown.

## Soziales Engagement

Logo des alljährlichen Red Nose Day, im Rahmen dessen Prominente durch verschiedenste Aktionen Spenden für Comic Relief sammeln.

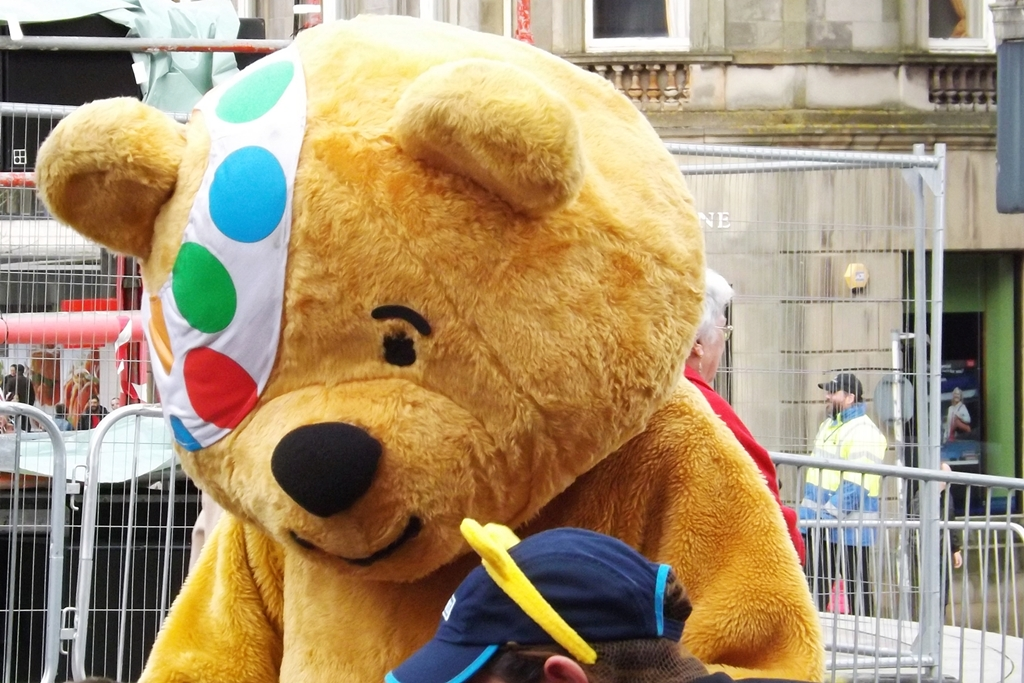
Pudsey Bear, Maskottchen des BBC Children In Need Kinderhilfswerks

Gary Barlow setzt sich regelmäßig für soziale Zwecke ein. Er hat keine eigene Stiftung, sondern organisiert wiederholt Benefizveranstaltungen, um Spenden für bereits etablierte Hilfsorganisationen zu sammeln. Bei der Auswahl seiner Spendenziele konzentriert er sich vor allem auf Kinder- und Jugendhilfe, Unterstützung von Trauma-Opfern (Kriegskinder, Veteranen, Kindesmissbrauchsopfer, Katastrophenhilfe), Krebsforschung und Entwicklungshilfe. Die erfolgreichsten Beispiele sind hier aufgeführt:
Er organisierte 2009 den BT Red Nose Climb, einen Sponsorenlauf für die Stiftung Comic Relief, bei dem er und acht weitere britische Prominente den Kilimandscharo in Tansania bestiegen. Die Vorbereitungsphase und der eigentliche Aufstieg auf das größte Bergmassiv Afrikas wurden von einem Kamerateam begleitet und im Fernsehen ausgestrahlt, wodurch Millionenspenden zusammenkamen. Trotz verschiedener gesundheitlicher Probleme der Bergsteiger, darunter ein eingeklemmter Rückennerv bei Barlow, meisterte die Gruppe den Aufstieg erfolgreich und vollzählig.
Im November 2009 organisierte er außerdem ein Benefiz-Konzert in der Royal Albert Hall (London) zugunsten des BBC-Kinderhilfswerkes Children in Need, bei dem unter anderem Take That, Lily Allen, Robbie Williams, Paul McCartney, Snow Patrol und Dizzee Rascal auftraten.
Nach dem Erfolg dieses Konzertabends rief er eine Reihe von jährlichen Konzerten unter dem Namen „CIN Rocks“ (Bsp. CIN rocks Manchester: £ 26 000 000 / € 37 Mio.) ins Leben, sie unterstützen die britische Kinderhilfsorganisation Children In Need.
Nach dem verheerenden Erdbeben in Haiti 2010 beteiligte er sich an Simon Cowells Hilfsprojekt Helping Haiti. Mit vielen weiteren internationalen Starmusikern nahm er ein Cover des R.E.M.-Songs Everybody Hurts auf. Mit 453 000 verkauften Exemplaren innerhalb einer Woche wurde sie zur schnellstverkauften Benefizsingle des 21. Jahrhunderts, der Erlös floss vollständig in die Arbeit der Katastrophenhilfsorganisationen vor Ort.
Mit Robbie Williams sang er im selben Jahr ihre gemeinsame Hitsingle Shame im Twickenham Stadion zugunsten des Hilfsfonds Help for Heroes.
Weiterhin stellte Barlow seinen handgeschriebenen Original-Text des Liedes Back for Good zur Verfügung, um Spenden für die Organisation Teenage Cancer Trust zu sammeln.
Zu seinem 40. Geburtstag am 20. Januar 2011 organisierte Barlow in London ein Konzert namens GB40, bei dem er nach elf Jahren zum ersten Mal wieder solo auftrat. Die Einnahmen spendete er vollständig an verschiedene Hilfsorganisationen.
Sämtlichen Profit aus der folgenden landesweiten Tournee (Gary Barlow in Concert) spendete er dem Prince’s Trust, der sich um benachteiligte Kinder und Jugendliche im Vereinigten Königreich bemüht.
Ab 2009 mehrten sich Aufrufe und Twitter-Kampagnen unter dem Motto Get Gary Knighted!, gerichtet an den Premierminister und die Königsfamilie mit der Aufforderung, Barlow für seine vielfachen Verdienste in der Wohltätigkeitsarbeit mit dem Ritterschlag als Knight auszuzeichnen. Die Kampagne wurde von vielen Prominenten und Medienvertretern unterstützt, darunter auch der BBC1 Radio-Moderator Chris Moyles, der mit Barlow für Comic Relief den Kilimanjaro bestiegen hatte. Zu einer entsprechenden Adelung kam es nicht, immerhin wurde Barlow aber 2012 von der Queen für seine erfolgreiche Benefizarbeit und seine Leistung in der Musikindustrie als Officer des Order of the British Empire (OBE) ausgezeichnet.
2013 reiste Barlow nach zweijähriger Planung mit einer Gruppe britischer Soldaten nach Afghanistan, wo er Camp Bastion besuchte, den Alltag der Soldaten für die BBC dokumentierte und mit mehreren Hobbymusikern aus der Armee einen Konzertabend vor Ort gestaltete. Er begründete seine Entscheidung so: „Ich stecke mitten in der größten Fernsehshow des aktuellen Programmangebots. Alles dreht sich um Oberflächliches, überall Glanz und Lichter und der ganze Rest. Es wird ein ganz schöner Schock werden, eine große Veränderung. [Aber] hier ist der Punkt, an dem das Showbiz aufhört und der Beruf zur Berufung wird.“ Während seiner 48 Stunden auf afghanischem Boden fasste er seine Beobachtungen so zusammen: „Durch dem Alltag mit Film und Fernsehen meint man, den Krieg gesehen zu haben. Du hast das Gefühl, du wüsstest, wie Krieg aussieht. Aber das tust du nicht. Du weißt es einfach nicht. Nichts von all dem ist echt. Das hier ist echt. […] Ich verstehe jetzt, was hier los ist. Ich verstehe, wie die Army als Team funktioniert. Es ist absolut fantastisch, das zu sehen. Es führt tatsächlich dazu, dass ich mich hier sicherer fühle. Es lässt dich außerdem die Courage dieser Menschen wertschätzen. Während ich beim Weihnachtsessen ausgiebig mit meiner Familie futtern werde, ist es hier nur ein weiterer Tag. Das Opfer übersteigt jede Vorstellungskraft. […] Camp Bastion ist voller außergewöhnlicher Männer und Frauen, die außerordentliches leisten. Und als ob das noch nicht genug wäre, zeigt sich hier, dass eine Riesengruppe von ihnen auch noch außergewöhnliches musikalisches Talent hat.“
Major Richard Jones, Barlows Verbindungsmann des Verteidigungsministeriums im Camp Bastion, sagte: „Es hat riesige Auswirkungen auf die Moral meiner Leute. Sie waren unglaublich dankbar, dass sich all diese Menschen ein Bein ausgerissen haben, um das hier zu organisieren. Sie lieben es und akzeptieren den Fakt, dass dieses Ereignis außerhalb ihrer normalen Komfortzone liegt.“ Der 26-jährige Flight Lieutenant Knill (Royal Air Force) sang ein Duett mit Barlow und kommentierte den Abend so: „Diese ganze Woche war ein totaler Wirbelsturm. Es ist ein wahr gewordener Traum. Ich meine, wer kommt denn schon hierher nach Camp Bastion für drei Monate mit dem Gedanken ‚Oh ja, ich weiß schon, ich gehe da hin und dann singe ich mit Gary Barlow‘? So was passiert einfach nicht in der normalen Welt.“
Seit Beginn der Konzeption seines Musicals The Girls im Jahr 2011 setzt sich Barlow auch vermehrt für die Erforschung von Blutkrebs ein. Neben wiederholten Spendenaufrufen kam auch der Erlös mehrerer Darbietungen des 2015 uraufgeführten Musicals der Forschungsstiftung Bloodwise (früher Leukaemia & Lymphoma Research) zugute, welche schon die Stiftung der Wahl für die realen Calender Girls war und ist, auf deren Leben Barlows Musical basiert. Auf der Homepage der Stiftung wird sowohl auf die Verdienste der Calender Girls seit 1999 als auch auf das neue Musical direkt verwiesen.
Look to the Stars, eine Informations-, Promotions- und Kontaktseite für Wohltätigkeitsorganisationen, listet zehn verschiedene Hilfsorganisationen, die bislang maßgeblich von Barlows Unterstützung profitierten. Darunter sind zwei Krebshilfe- und sechs Kinderhilfsorganisationen sowie vier Stiftungen für Opfer von Krieg und Naturkatastrophen.
Im November 2016 wurde Barlow zum Schirmherr der Child Bereavement-Charity ernannt, eine Charity, die verwaiste Eltern und Kinder betreut.
Gemeinsam mit Mark Owen und Howard Donald (Take That) eröffnete er am 4. Juli 2017 das Benefizkonzert One Love Manchester im Gedenken an die Opfer des Terroranschlags in ihrer Heimat Manchester dreizehn Tage zuvor.

## Familie
Gary Barlow wurde am 20. Januar 1971 als zweites und jüngstes Kind der Eheleute Colin († 17. Oktober 2009) und Marjorie „Marge“ Barlow geboren, sein Bruder Ian ist drei Jahre älter. Er wuchs mit seiner Familie in Frodsham auf, einem Dorf in Cheshire im Norden Englands unmittelbar an der walisischen Grenze.
Seit dem 12. Januar 2000 ist Barlow mit der früheren Tänzerin Dawn Andrews (* 1970) verheiratet, die er im Alter von 17 Jahren während der Dreharbeiten zu seinem ersten Musikvideo Love Is in the Air (damals aufgenommen unter dem Künstlernamen Kurtis Rush) kennenlernte. Bei der Nobody Else-Tour im Jahr 1995 trafen sie erneut aufeinander und sind seither ein Paar. Andrews tanzte auch bei der Ultimate Tour (2006) und der Beautiful World-Tour (2007). Gemeinsam haben sie einen Sohn (Daniel, * 2000) und zwei Töchter (Emily, * 2002 und Daisy, * 2009). Ihre jüngste Tochter Poppy (wörtlich Mohnblume) wurde im August 2012 tot geboren. Barlow verarbeitet diese Erfahrung unter anderem in der Leadsingle seines dritten Soloalbums Since I Saw You Last mit dem Titel Let Me Go.

## Diskografie und Werke
Studioalben

| Jahr | Titel                      | Höchstplatzierung, Gesamtwochen, AuszeichnungChartplatzierungen (Jahr, Titel, Platzierungen, Wochen, Auszeichnungen, Anmerkungen) | Höchstplatzierung, Gesamtwochen, AuszeichnungChartplatzierungen (Jahr, Titel, Platzierungen, Wochen, Auszeichnungen, Anmerkungen) | Höchstplatzierung, Gesamtwochen, AuszeichnungChartplatzierungen (Jahr, Titel, Platzierungen, Wochen, Auszeichnungen, Anmerkungen) | Höchstplatzierung, Gesamtwochen, AuszeichnungChartplatzierungen (Jahr, Titel, Platzierungen, Wochen, Auszeichnungen, Anmerkungen) | Höchstplatzierung, Gesamtwochen, AuszeichnungChartplatzierungen (Jahr, Titel, Platzierungen, Wochen, Auszeichnungen, Anmerkungen) | Anmerkungen                                                  |
| Jahr | Titel                      | DE | AT | CH | UK | US | Anmerkungen                                                  |
| ---- | -------------------------- | --- | --- | --- | --- | --- | ------------------------------------------------------------ |
| 1997 | Open Road                  | DE10 (16 Wo.)DE | AT13 (7 Wo.)AT | CH6 (13 Wo.)CH | UK1 Platin · (29 Wo.)UK | — | Erstveröffentlichung: 26. Mai 1997 Verkäufe: + 2.000.000     |
| 1999 | Twelve Months, Eleven Days | DE67 (1 Wo.)DE | — | — | UK35 (2 Wo.)UK | — | Erstveröffentlichung: 11. Oktober 1999                       |
| 2012 | Sing                       | — | — | — | UK1 Gold · (9 Wo.)UK | — | Erstveröffentlichung: 28. Mai 2012 mit The Commonwealth Band |
| 2013 | Since I Saw You Last       | DE10 (10 Wo.)DE | AT27 (1 Wo.)AT | CH91 (1 Wo.)CH | UK2 ×2Doppelplatin · (38 Wo.)UK                                                                                                   | — | Erstveröffentlichung: 25. November 2013 Verkäufe: + 702.587  |
| 2020 | Music Played by Humans     | DE64 (1 Wo.)DE | — | CH88 (1 Wo.)CH | UK1 Gold · (8 Wo.)UK | — | Erstveröffentlichung: 27. November 2020 Verkäufe: + 100.000  |
| 2021 | The Dream of Christmas     | DE90 (1 Wo.)DE | — | CH99 (1 Wo.)CH | UK5 (5 Wo.)UK | — | Erstveröffentlichung: 26. November 2021                      |

Anmerkung: Die hier aufgeführte Diskografie entstammt ausschließlich Barlows Solokarriere. Seine Veröffentlichungen mit Take That finden sich hier (Diskografie) und hier (Liederliste). In der Liste der Autorenbeteiligungen von Gary Barlow sind zusätzlich seine Werke als Songwriter für andere Künstler aufgeführt, diese Liste beläuft sich bereits auf über 300 Lieder aus seiner Feder.
als Produzent
- 2015: Finding Neverland: The Album (alle von Barlow geschrieben, eingesungen aber mit diversen Künstlern)
- 2016: Fly (Songs Inspired by the Film ‘Eddie the Eagle’) (Studioalbum, unabhängig vom Film-Soundtrack, alle Lieder geschrieben und aufgenommen im Stil der 1980er-Jahre von prägenden Musikern dieses Jahrzehnts wie Marc Almond, Go West, Kim Wilde, Nik Kershaw, Paul Young, ABC u. a., welche alle heute noch aktiv sind; zusammengestellt, produziert und z. T. geschrieben von Barlow)

Musicals
- UA 2014: Finding Neverland
- UA 2015: The Girls
- UA 2017: The Band
- Around the World in 80 Days[52]

Bücher
- My Take. Gary Barlow, 2006, Bloomsbury Publishing, ISBN 978-0-7475-8764-4.
- My Take. Gary Barlow, 2007, Bloomsbury Publishing, ISBN 978-0-7475-8806-1 (Taschenbuchausgabe, erweitert um Take Thats Rückkehr).
- A Better Me. Gary Barlow, 2018, Blink Publishing, ISBN 978-1-911600-97-8.

Film und Fernsehen
- 1998: Open Book (Fernsehdokumentation über Barlows Karriere)
- 2000: Heartbeat (ITV-Dramaserie; als Tramper Micky Shannon; Folge 150)
- 2009: Children In Need Rocks (Benefizkonzert; Organisator und Mitwirkender)
- 2011: X Factor UK Staffel 8 (Castingshow; erster Juror)
- 2011: Red Nose Day (BBC-Telethon; Sketch „Fake That“)
- 2011: Gary Barlow: Live (Mitschnitt der In Concert Tournee aus dem Manchester Apollo Theatre)
- 2012: X Factor UK Staffel 9 (Castingshow; erster Juror)
- 2012: Gary Barlow – On Her Majesty’s Service (Fernsehdokumentation über die musikalische Weltreise zum Thronjubiläum)
- 2012: Diamond Jubilee Concert (Live-Übertragung vom Buckingham Palace)
- 2012: Keith Lemon: The Film (Dokumentarfilm; Cameo)
- 2013: Gary Barlow & Friends – Live From the Manchester Apollo (Neujahrskonzert; ITV-Mitschnitt)
- 2013: Gary Barlow – Journey to Afghanistan (Fernsehdokumentation über einen Truppenbesuch in Camp Bastion)
- 2013: Miranda (BBC1-Hitshow; Cameo)
- 2013: X Factor UK Staffel 10 (Castingshow; erster Juror)
- 2014: When Corden Met Barlow (Fernsehdokumentation über Barlows Karriere)
- 2014: Since You Saw Him Last (Mitschnitt der Since I Saw You Last Tournee aus der Manchester Arena)
- 2015: Miranda (Sonderfolge der BBC1-Hitshow; Cameo)
- 2016: Inside the Music (fünfteiliger kostenloser Video-Podcast für Apple Music über Methoden und Techniken eines hauptberuflichen Komponisten und Singer-Songwriters am Beispiel von „Stronger“, dem Finale des ersten Aktes in Finding Neverland)
- # Preparation (Vorbereitung) – 4:24 Min.
- # Inspiration – 4:57 Min.
- # Composition (Komposition) – 5:21 Min.
- # Lyrics (Texte) – 4:59 Min.
- # Performance (Darbietung) – 5:03 Min.
- 2016: Eddie the Eagle (Kinofilm; Konzeption und Produktion des Soundtracks)
- 2017: Let It Shine (BBC West End Casting Show; Konzeption, Produktion; Hauptjuror)
- 2017: Red Nose Day (BBC-Telethon; Carpool-Karaoke-Special mit James Corden, Howard Donald und Mark Owen)

## Auszeichnungen
Für Auszeichnungen mit Take That sind hier aufgeführt. Die wichtigsten für Barlow relevanten Auszeichnungen im Vereinigten Königreich sind Ivor Novello Award (Komponisten), BRIT Awards (Popularmusik), National Television Awards (Fernsehen), Q Award (Musik), Laurence Olivier Award (Theater) sowie natürlich staatliche Auszeichnungen wie der OBE (berufsunabhängig). Die wichtigste deutsche Auszeichnung in der Musikindustrie ist der ECHO.
| Jahr | Werk / Kandidat      | Auszeichnung | Ausgang   |
| ---- | -------------------- | --- | --------- |
| 1993 | Gary Barlow          | Ivor Novello Award (Songwriter des Jahres)                                                                       | Gewonnen  |
| 1994 | Pray                 | Ivor Novello Award (Best Contemporary Song)                                                                      | Gewonnen  |
| 1995 | Back for Good        | Ivor Novello Award (Lied des Jahres)                                                                             | Gewonnen  |
| 1996 | Never Forget         | Ivor Novello Award                                                                                               | Gewonnen  |
| 1996 | Back for Good        | Billboard International Hit of the Year                                                                          | Gewonnen  |
| 1997 | Forever Love         | FMQ Awards [Finnland] (Beste Single)                                                                             | Gewonnen  |
| 1997 | Forever Love         | TMF Awards [Niederlande] (Beste Single)                                                                          | Nominiert |
| 1997 | Open Road            | Q Awards (Bestes Album)                                                                                          | Nominiert |
| 1997 | Forever Love         | ECHO (Beste Single)                                                                                              | Gewonnen  |
| 1998 | Gary Barlow          | Brit Award (Bester britischer Mann)                                                                              | Nominiert |
| 1998 | Open Road            | The London Awards (Bestes Album)                                                                                 | Nominiert |
| 1998 | Love Won’t Wait      | Top of the Pops (Beste Single)                                                                                   | Nominiert |
| 2007 | Gary Barlow          | GQ Awards (Mann des Jahres)                                                                                      | Gewonnen  |
| 2008 | Shine                | Ivor Novello Award (Meistgespieltes Lied)                                                                        | Gewonnen  |
| 2009 | Gary Barlow          | The Sun Newspaper’s Lord of the Year Award                                                                       | Gewonnen  |
| 2010 | Gary Barlow          | Blue Peter Gold Badge                                                                                            | Gewonnen  |
| 2011 | Gary Barlow          | Q Award (Classic Songwriter)                                                                                     | Gewonnen  |
| 2011 | Shame                | Q Award (Beste Zusammenarbeit)                                                                                   | Gewonnen  |
| 2011 | Shame                | Virgin Media (Bestes Musikvideo)                                                                                 | Nominiert |
| 2011 | Shame                | Virgin Media (Beste Zusammenarbeit)                                                                              | Nominiert |
| 2012 | Gary Barlow          | Q Award (Outstanding Achievement, vlg. Auszeichnung für das Lebenswerk)                                          | Gewonnen  |
| 2012 | Gary Barlow          | Music Industry Trusts Award (Honorary Recognition for Barlow’s contribution to music over the past two decades.) | Gewonnen  |
| 2012 | Gary Barlow          | National Reality Television Award (Bester Juror in einer Fernsehshow)                                            | Nominiert |
| 2012 | Gary Barlow          | OBE (Honourary Recognition for Services to Music and Charity)                                                    | Gewonnen  |
| 2012 | Gary Barlow          | National Television Award (Outstanding Contribution to Charity)                                                  | Gewonnen  |
| 2012 | X Factor             | National Television Award (Beste Fernseh-Talentshow)                                                             | Gewonnen  |
| 2013 | Let Me Go            | Heart (Beste Single)                                                                                             | Gewonnen  |
| 2013 | Gary Barlow Live     | Nordoff-Robbins Award (Bester Live-Act)                                                                          | Nominiert |
| 2014 | Since I Saw You Last | Celebritain UK (Album des Jahres; Entertainment.ie)                                                              | Nominiert |
| 2014 | Let Me Go            | Celebritain UK (Beste Single; Entertainment.ie)                                                                  | Nominiert |
| 2017 | The Girls            | Laurence Olivier Award (Bestes Neues Musical)                                                                    | Nominiert |
| 2017 | The Girls            | Whatsonstage.com Awards (Beste Regionale Produktion)                                                             | Gewonnen  |